# Anosia ares
Anosia ares är en fjärilsart som beskrevs av Ferreira D'almeida 1944. Anosia ares ingår i släktet Anosia och familjen praktfjärilar. Inga underarter finns listade i Catalogue of Life.